# نارين عفرين
نارين عفرين (مواليد حوالي عام 1974) هو الاسم الحركي ميسا عبدو، التي تعد إحدى القائدات البارزات في وحدات حماية الشعب الكردية (YPG) ووحدات حماية المرأة (YPJ)، ولعبت دورًا محوريًا في قيادة المقاومة الكردية خلال حصار كوباني الذي امتد بين عامي 2014 و2015.

## خلفية
كانت نارين عفرين زعيمة للمقاومة خلال حصار كوباني في الفترة بين عامي 2014 و2015، حيث قادت وحدات حماية الشعب الكردية (YPG) والمقاتلين البشمركة. وتعد وحدات حماية الشعب (YPG) مجموعة مقاومة علمانية، ذات توجهات سياسية يسارية، وهي الجناح العسكري لحزب الاتحاد الديمقراطي الكردي (PYD). كما أنها تقود وحدات حماية المرأة (YPJ)، وهي قوة نسائية بالكامل مرتبطة بوحدات حماية الشعب (YPG).
عفرين هو الاسم الحركي ميسا عبدو ، وُلدت حوالي عام 1974، على الرغم من أن مستشارًا سياسيًا كرديًا أخبر إنترناشيونال بيزنس تايمز أن عبدو هو أيضًا اسم مستعار. تختار المقاتلات أسماءهن أثناء التدريب العسكري كطريقة لفصل مستقبلهن عن ماضيهن. “عفرين” يشير إلى قريتها الكردية في عفرين سوريا، بينما “نارين” كان اسمًا تحبه.
تتجنب عفرين الظهور الإعلامي، حيث إن معظم الصور المنشورة التي نُسبت إليها لم تكن لها في الواقع. وقد أعربت عن قلقها من تصوير الإعلام لوحدات حماية المرأة، والذي يسلط الضوء بشكل مبالغ على “القضية الشهيرة” للنساء المتمكنات “المتسلحات تحت أشعة الشمس”، في منطقة محافظة ارتبطت بتنظيم الدولة الإسلامية الوحشي. وفي عام 2014، أفادت صحيفة فاينانشال تايمز أن عفرين أصبحت تُعد “أسطورة محلية” بين الأكراد.
لقد درست عفرين تحت إشراف عبد الله أوجلان، مؤسس حزب العمال الكردستاني (PKK). وقد شاركت في صفوف الحزب لمدة عشرين عامًا قبل حصار كوباني، حيث خاضت معارك في منطقة الجزيرة (منطقة القامشلي) قبل انتقالها إلى كوباني في أوائل عام 2013.